# Фелікс Словачек
Фе́лікс Слова́чек (чеськ. Felix Slováček), справжнє ім'я Антоні́н Слова́чек (* 23 травня 1943, Злін, Чехія) — чеський кларнетист, саксофоніст, композитор і диригент. Також грає на ударних інструментах, фортепіано і контрабасі.
Його дружина — Дагмар Патрасова, чеська акторка, співачка і ведуча, дочка — Рене Словачкова, акторка.

## Біографія
Народився Фелікс Словачек 23 травня 1943 року у чеському місті Злін — столиці Злінського краю. Молодий Фелікс вчився грати на фортепіано та скрипці, але ці інструменти не були його улюбленими. Кларнет же і саксофон, якими він почав захоплюватись після закінчення школи, стали у подальшому його візитною карткою.
Навчався Словачек спочатку у музичному коледжі у Брно, а потім продовжив навчання у консерваторії міста Кромержиж. Після навчання Фелікс Словачек розпочав музичну кар'єру як артист симфонічного оркестру. Але популярність прийшла до нього лише тоді, коли він почав грати джаз із лідируючими джазовими біг-бендами.
За свою кар'єру Фелікс Словачек брав участь у численних професіональних музичних конкурсах. У 1966 році він бере участь у Міжнародному конкурсі молодих джазових виконавців ім. Фрідріха Гульди і в тому ж році на Конкурсі виконавців ім. Богуслава Мартіну стає лауреатом другої премії. У 1967 році він лауреат першої премії Празького джазового фестивалю як найталановитіший молодий джазовий виконавець. У тому ж 67-му Фелікс — учасник Відкритого конкурсу музичного коледжу в Женеві. З 1969 по 1985 рік Словачек з'являється на чеському телебаченні у музичних телепрограмах Карела Готта. З 1969 по 1986 роки він був солістом Оркестру Ладислава Штайдла; з 1983 року музикант стає головним диригентом і керівником джазового біг-бенду «Felix Slováček Big Band». Колектив складається з 17 музикантів (класичний склад біг-бенду: 4 труби, 4 тромбони, 5 саксофонів, гітара, бас-гітара, перкусії, фортепіано). У 1985 році уже достатньо відомий Словачек стає головним диригентом популярного в Чехії оркестру «Big Band of Czech Radio» — провідного джазового колективу. Цьому оркестру, який постійно бере участь у престижних фестивалях, шоу-програмах і гала-концертах, нинішнього року виповнилось 50 років.
За довгі роки своєї блискучої кар'єри разом з «Big Band of Czech Radio» Фелікс Словачек написав для цього оркестру чимало естрадних творів і цікавих джазових аранжувань. У його арсеналі понад 500 інструментальних композицій, записи яких розійшлись по всьому світу двохмільйонним тиражем. Також музикантом була написана музика до кінофільмів «Музика для двох (Hudba pro dva)» і «Сльози (Oči pro pláč)», а ще дуже відомий мюзикл для радіо «Ginderbread House».

## Дискографія
Крім платівок і дисків власне Фелікса Словачека, — записи з оркестрами і біґ бендами та збірки вибраного.
- 1974 — Felix Slováček & Ladislav Štaidl A Jeho Orchestr* — Felix Slováček (Supraphon)
- 1975 — II (LP) (Supraphon)
- 1975 — Alexej Fried, Gustav Brom Orchestra, Felix Slováček — Jazzové Koncerty (Panton)
- 1976 — Felix Slováček III (Supraphon)
- 1977 — Felix Slováček & Orchester Ladislav Štaidl — Zärtlich Und Verliebt (AMIGA)
- 1980 — The Very Best Of Felix Slováček (Supraphon)
- 1981 — Felix Slováček (AMIGA)
- 1981 — Феликс Словачек (вибране, Мелодія)
- 1982 — The Velvet Sound Of Felix Slováček (Supraphon)
- 1993 — Felix Slováček — For Lovers (Supraphon)
- 1994 — Felix Slováček — Classic Essential (Supraphon)
- 1994 — Dvorana slávy
- 1996 — Felix Slováček — Saxo (Bonton music)
- 1996 — Felix Slováček a jeho Beatles (Monitor-EMI)
- 1996 — Rozvíjej se, poupátko
- 1997 — 20 x Felix Slováček (Bonton music)
- 1998 — Felix Slováček Big Band — Happy-Go-Lucky (Český rozhlas)
- 1998 — Felix Slováček — Con Amore (Český rozhlas)
- 2002 — Laďa Kerndl, Tereza Kerndlová, Big Band Felixe Slováčka — Love Songs (Multisonic)
- 2002 — Karel Gott, Big Band Felixe Slováčka — Swing Kolekce (GoJa)
- 2003 — Felix Slováček — Gold (Popron Music)
- 2004 — Felix Slováček Zlatý Saxophon
- 2005 — Felix Slováček Big Band, Laďa Kerndl, Kateřina Brožová — American Dream
- 2005 — Felix Slováček Big Band, Laďa Kerndl, Kateřina Brožová — Christmas Dream
- 2006 — Felix Slováček RTv Big Band Praha — Swingtime W.A.Mozart (Bon Art)
- 2008 — Felix Slováček — Made in Czecho Slováček (Supraphon)
- 2011 — Felix Slováček — Salto Solo (Supraphon)